# أجسام بيركلي
أجسام بيركلي هي عُضيات فريدة من نوعها في خلايا خميرة البيرة، وتظهر نتيجة طفرة إفرازية في الجينين sec7 وsec14. تتمثل وظيفة هذه العُضية في مسار CTV (توجيه السيتوبلازم إلى الفجوة)، وهو مسار نقل لبعض الهيدرولازات الفجوية التي يتم تفكيكها. تعمل أجسام بيركلي كوسيط نقل بين السيتوبلازم والفجوة داخل هذا المسار. أظهرت الدراسات أن هذه الأجسام تشترك في خصائص بنيوية مع الجسيمات الالتهامية التي تلعب دورًا في عملية الالتهام الذاتي.
تتألف هذه العُضية من غشائين مغلقين يحيطان بتجويف يحتوي على السيتوبلازم، وتتكوّن من الحويصلات التي تنشأ من جهاز جولجي أو الشبكة الإندوبلازمية. أكتشفت أجسام بيركلي عام 1980 على يد بيتر نوفيك وراندي شيكمان من قسم الكيمياء الحيوية بجامعة كاليفورنيا في بيركلي.